# سور أوام العظيم
سور أوام العظيم هو سور سبئي قديم يحيط بالحدائق والمعابد المقدسة في أوام في اليمن. 

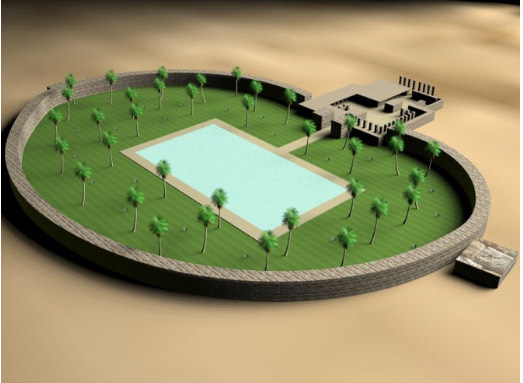
إعادة تمثيل السور العظيم في مأرب باليمن

## التاريخ

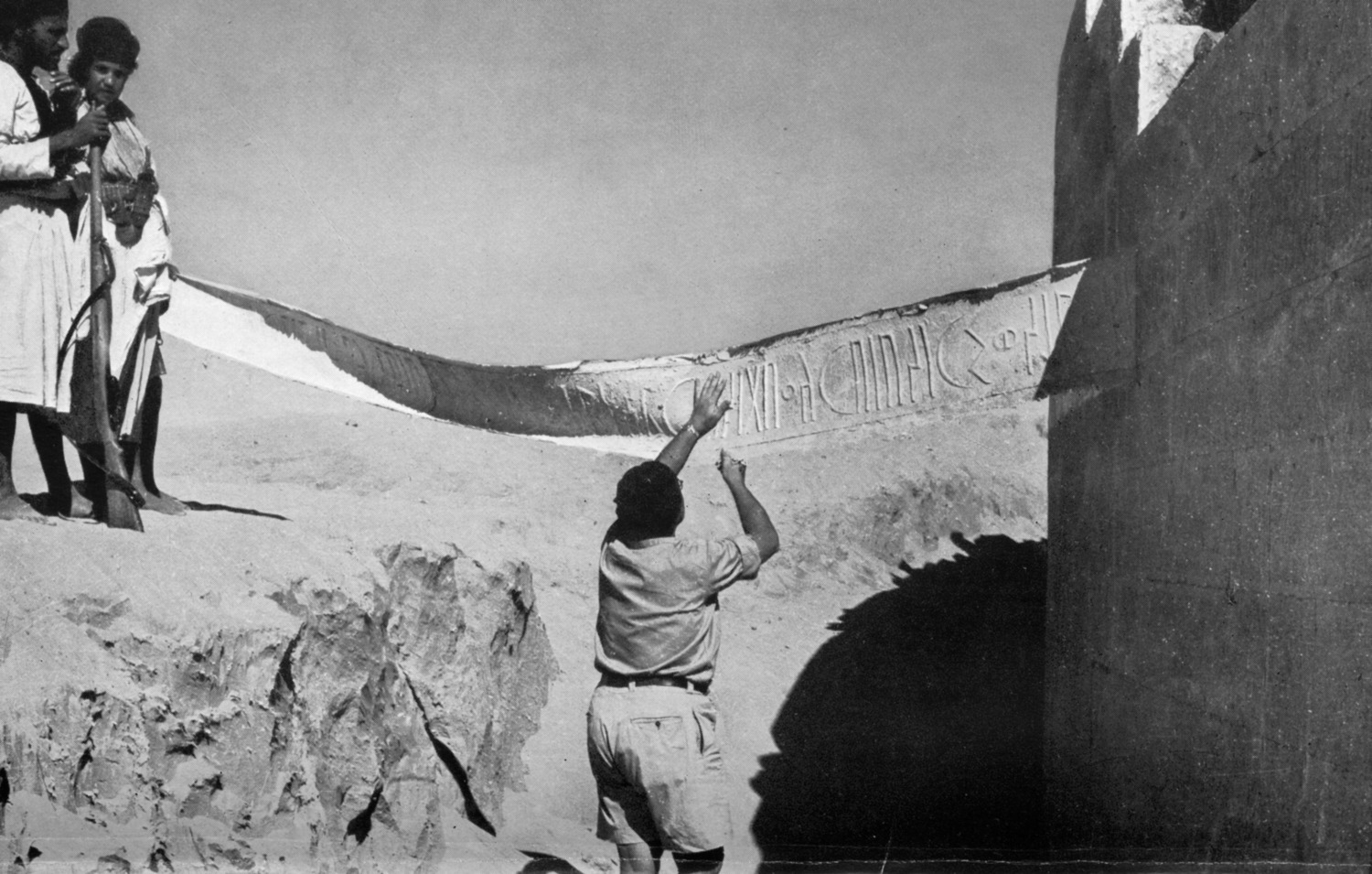
عضو من بعثة التنقيب بمساعدة السكان المحليين ينسخ نقشًا من الجدار الخارجي للحرم

السور بيضاوي الشكل، ويبلغ طوله 757 مترًا وارتفاعه 13 مترًا، ومع ذلك، لا يمكن تحديد الارتفاع الأصلي بشكل مؤكد، ومن الصعب تقييم مداه بالكامل. أقدم نقش تم العثور عليه حول السور كان على يد مكرب يداع ضريح في القرن السابع قبل الميلاد. 

## فهرس
- فرانسيس دي كيه تشينج، ومارك جارزومبيك، وفيكراماديتيا براكاش، تاريخ عالمي للهندسة المعمارية، الطبعة الثالثة. إد. (هوبوكين، نيو جيرسي: وايلي، 2017).